# 2-я танковая дивизия (СССР)
2-я танковая дивизия — автобронетанковое соединение РККА Вооруженных Сил СССР, в Великой Отечественной войне.
2 тд в составе действующей армии в период с 22 июня по 16 июля 1941 года.

## История
Танковая дивизия формировалась сначала в ЗапОВО, затем в ПрибОВО с июня 1940 года на базе 7-й кавалерийской дивизии и 21-й тяжёлой танковой бригады.
3-й механизированный корпус дислоцировался на территории Литовской ССР: 2-я танковая дивизия северо-западнее города Каунас в Россиенах (Расейняй).
На 18 июня 1941 года дислоцировалась в Укмерге, имея в своём составе 246 танков: 39 КВ-1, 18 КВ-2, 27 Т-28, 116 БТ-7, 19 Т-26, 12 огнемётных танков, 42 Т-27, а также 63 БА-10, 27 БА-20
С 18 июня 1941 года скрытно передислоцируется из Укмерге и сосредоточилась уже в этот же день в районе станций Гайжюны — Рукле.
К концу дня 22 июня 1941 года осталась единственным танковым соединением в подчинении командира  3-го механизированного корпуса, так что фактически история боевых действий дивизии является историей действий корпуса.
В 17:00 22 июня 1941 года вышла в марш к назначенному району сосредоточения близ Расейняй через Ионаву, в пути испытывала трудности, так как дороги были забиты беженцами, но тем не менее, пришла к месту сосредоточения без потерь. На 23 июня 1941 года дивизии была поставлена задача наступать на запад до дороги Таураге — Шяуляй, а затем и на Тильзит, по-видимому предполагая быстрый разгром вражеской группировки в результате контрудара. Утром 23 июня 1941 года дивизия встретили вражеские войска на западном берегу реки Дубиса, развернулась в боевой порядок и атаковала врага. Наступала дивизия в узкой 10-километровой полосе, продвинулась на 3 — 4 километра танковыми полками, которые были вынуждены остановиться, поджидая отставшую мотопехоту. Затем дивизия атаковала во фронт под Скаудвиле части 114-го моторизованного полка, усиленного двумя артиллерийскими дивизионами и большим количеством танков (6-я танковая дивизия). В результате развязалось встречное танковое сражение. Всего в течение дня дивизия переходила в атаку 6 раз, понесла большие потери, представляется несравнимые с потерями немецких войск (даже по весьма, можно предположить, приукрашенным отчётам, дивизия уничтожила только 40 танков противника). 24 июня 1941 года дивизия продолжила атаки, однако к концу дня противник усилил давление на дивизию и она начала постепенный отход — тем более испытывая недостаток в боеприпасах и топливе. Именно к тем дням относится известный эпизод, подтверждающийся и немецкими свидетельствами, когда один танк КВ-1 из состава дивизии прервал связь 6-й немецкой танковой дивизии с тылами..
К тому времени дивизия потеряла около 80 % материальной части. Войска противника не стали тратить время на бои с дивизией, а попросту обошли её остатки с флангов — справа 41-й моторизованный корпус, двигающийся на Шяуляй, а слева 56-й моторизованный корпус без всяких препятствий устремившийся к Даугавпилсу. Дивизия попала в окружение. 26 июня 1941 года группой танков с десантом внезапным ударом с тыла, немецкие войска разгромили штаб дивизии и мотоциклетный полк. В бою, в том числе, погиб и командир дивизии.
К тому времени дивизия (она же собственно и корпус) насчитывала в строю не более десятка танков. Остальные либо были уничтожены в боях, либо брошены экипажами, оставшимися без топлива, частично уничтожены самими экипажами. Но и этот десяток по приказу командира корпуса был приведён в негодность, личный состав через Белоруссию и Брянщину около двух месяцев выходил к своим.
Вышедшие из окружения танкисты составили костяк 8-й танковой бригады.
16 июля 1941 года дивизия была расформирована.

## В составе
| Дата              | Фронт (округ)         | Армия      | Корпус (группа)             | Примечания |
| ----------------- | --------------------- | ---------- | --------------------------- | ---------- |
| 22 июня 1941 года | Северо-Западный фронт | 11-я армия | 3-й механизированный корпус | —          |
| 01 июля 1941 года | Северо-Западный фронт | 8-я армия  | 3-й механизированный корпус | —          |
| 10 июля 1941 года | -                     | -          | -                           | нет данных |

## Состав
- управление
- 3-й танковый полк
- 4-й танковый полк
- 2-й мотострелковый полк
- 2-й гаубичный артиллерийский полк
- 2-й разведывательный батальон
- 2-й отдельный зенитно-артиллерийский дивизион
- 2-й отдельный батальон связи
- 2-й автотранспортный батальон
- 2-й ремонтно-восстановительный батальон
- 2-й понтонно-мостовой батальон
- 2-й медицинско-санитарный батальон
- 2-я рота регулирования
- 2-й полевой автохлебозавод
- 298-я полевая почтовая станция
- 389-я полевая касса Госбанка

## Командиры
- Кривошеин, Семён Моисеевич, генерал-майор танковых войск
- Солянкин, Егор Николаевич, генерал-майор танковых войск, погиб 26 июня 1941 года